# Michael McDowell (kierowca)
Michael McDowell (ur. 21 grudnia 1984 roku w Phoenix) – amerykański kierowca wyścigowy.

## Kariera
McDowell rozpoczął karierę w międzynarodowych wyścigach samochodowych w 2003 roku od startów w Star Mazda, gdzie odniósł dwa zwycięstwa. Zdobył tytuł wicemistrza serii, a rok później był jej mistrzem. W późniejszym okresie Amerykanin pojawiał się także w stawce Grand-Am Cup, Grand American Rolex Series, Champ Car, ARCA Series, NASCAR Busch Series, NASCAR Truck Series, Grand-Am Koni Challenge, NASCAR Nationwide Series, NASCAR Sprint Cup Series, NASCAR Camping World Truck Series, NASCAR Budweiser Shootout, 24-godzinnego wyścigu Daytona oraz Budweiser Duel.
W Champ Car McDowell wystartował w 2005 roku. W ciągu dwóch wyścigów, w których wystartował, uzbierał łącznie dziewiętnaście punktów. Został sklasyfikowany na 21 pozycji w końcowej klasyfikacji kierowców.